# 书架

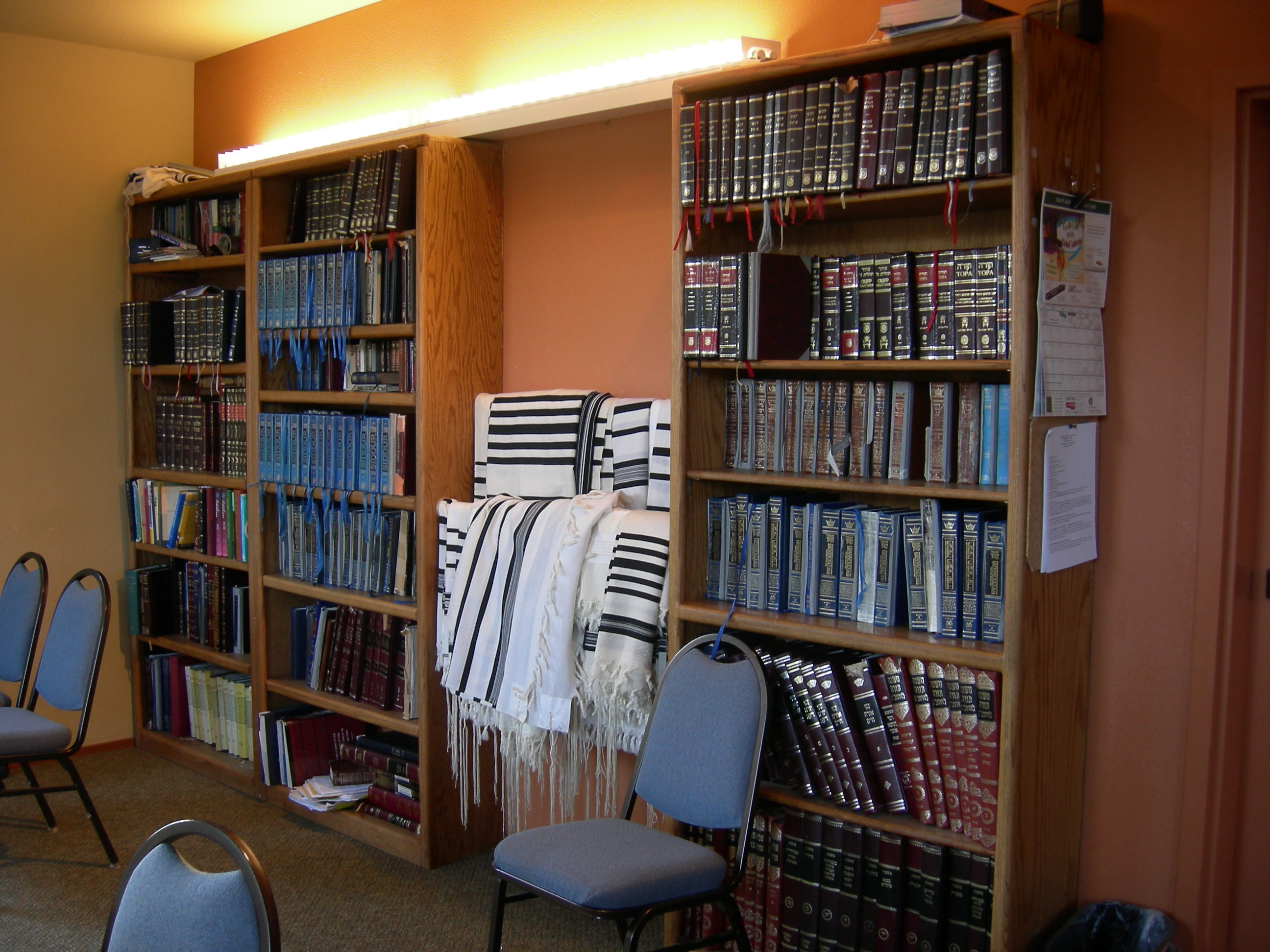
裝滿書的書架

書架，是傢具的一種。書架由一些可以放置東西的架子組成，書籍通常為垂直放置，但也有水平的，可以用來儲存書籍並方便展示和取用。而配有門的書架稱為書櫃；單純儲存書籍的裝置通稱書箱。

## 歷史

### 西方
書架的故事與意義是與書籍的發展相輔相成。每一個時期書架呈現的風貌，都是跟著當時書籍的外表型態而更改。也就是說，書架的意義與用途是被書所賦予。若要認識書架的形貌，就必須連書的演變一起認識。
古代最早的書的形式是希臘羅馬人所書寫的卷軸或紙卷。卷軸一般而言，尺寸是上下寬度約在9~11呎（23~28公分）不等，長度則可能超過20~30英呎（6~9公尺）。卷軸的原料是紙草紙，而卷軸的末端附帶有一根棍子與棒條。平時閱讀的時候，是平攤在桌上；閱畢時，則會用繩子或是帶子繫好。貴重的卷軸甚至還會裝在套子裡以免毀壞。儲藏書的工具的這種概念出現。此種套子有如類似現今收藏精裝書附帶的硬紙版套盒。形狀多是圓桶狀盒子，直立的卷軸會在末端附有籤條或登記單，標明內容提示、作者名氏等必要資訊。
後來基督紀元的最初幾百年中，書架裡除卷軸之外，也多出了許多的手抄書。手抄書的材質是木質封皮，起源於木質或象牙質的刻寫板，書頁內部是對折的平坦紙草紙或羊皮紙。隨著手抄書的蓬勃發展，收藏書的的主人開始為收藏的工具外加了一個門，一來是為了美觀，二來則是為了保存書籍以避免蟲蛀塵積。在拉丁文中，armarium指的是密閉式的櫥櫃，可以用來書籍、貴重物、或是器具和家具等等。由於手抄書是當時新興的產品，書的主人為了表達其珍視之意，常將部分的手抄書放在可攜帶的書閘或是小保險箱中，跟著書的主人到處遊歷。
書架外面加了門就稱做是書櫥或是書櫃。中古時期十分流行，除此之外，還有書箱的出現。書箱是用來裝小量且必須搬動的書籍。然而書箱裡的書籍擺放是一本一本堆疊平躺上去，取用的人不能很方便的取用所需要的書籍。而書櫥或稱書櫃其實就是立起來的書箱，並且在箱中裝上分層的格架。

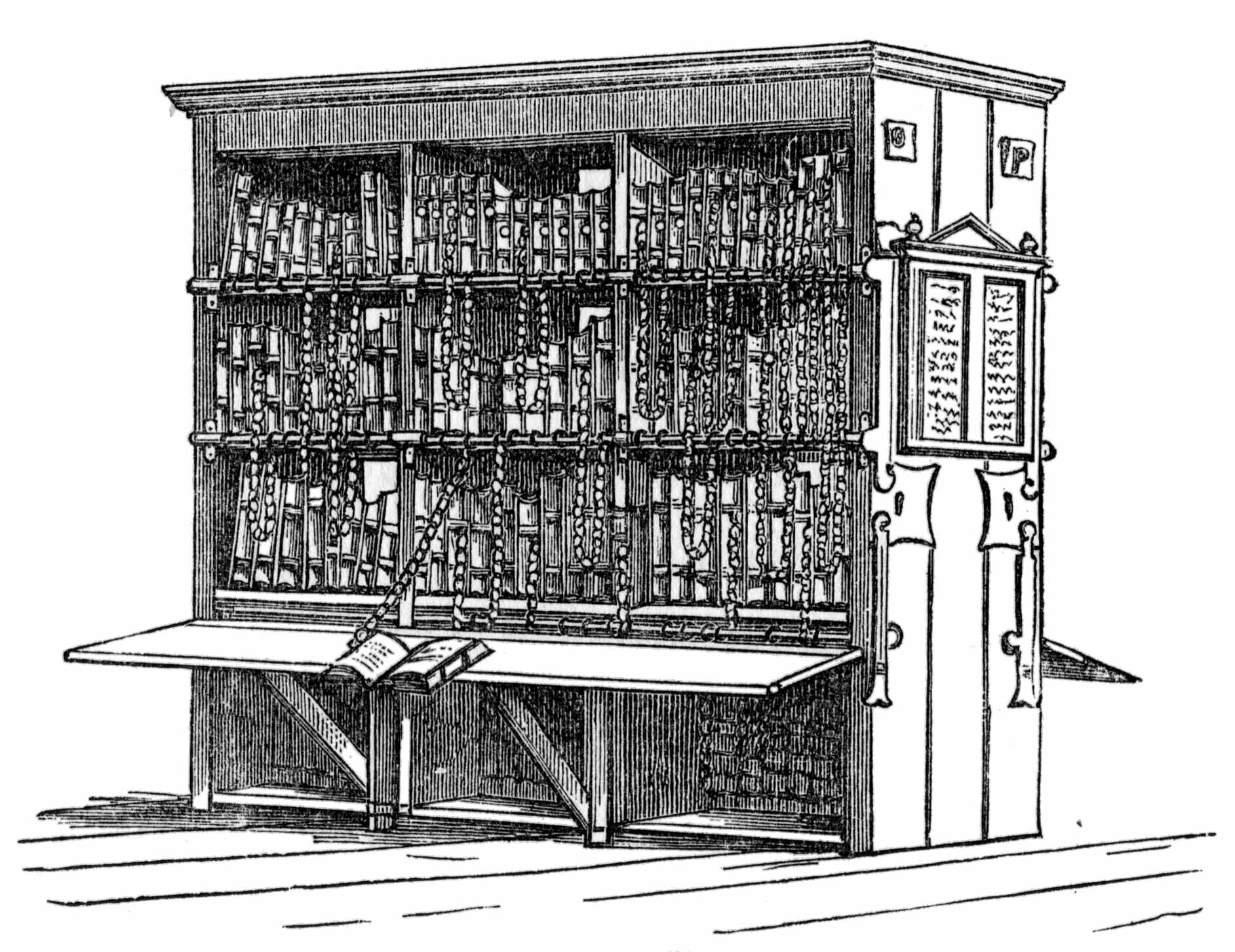
加上鎖鏈的書架

在往後的日子裡，櫃子的門即被省去，書架的進化又更往前邁進一步。除了書櫃除去門之外，在中古時期，又新多加了讀書檯的出現。讀書檯呈現斜坡狀，書可以翻開並列在檯上，同時又必須確保書籍都安頓在正確的位置，所有的書都上了鎖鏈。這種讀書檯的演變，就好像教堂聖經禮拜的椅子一般。
由於讀書檯會佔用太多空間以及引發一些不必要的麻煩問題，所以到了十五、十六世紀，及發展出了所謂的「書亭系統」（stall system）。 書亭系統就是將一排排書架與外牆呈直角排列。但是此時書籍的擺放仍是呈現水平的形式，即是將書背朝內，附鍊條的前切口向外。不過此時的書架即面臨到了一個問題，就是「書架下彎」。若要解決此種問題，建築師必須將書架每格的長度減短或是增加其厚度。不過這會造成書架呈現不合比例的樣貌。後人則產生了一個減少下彎的方法，即是在比較薄的架板前端加一條比較厚的木頭，藉以增加架板的厚度。
書架的發展越益成熟，而其中書的排列方式也為人所探討。在一開始時，書的排列是書背朝內，前切口朝外，但是前切口沒有任何的標記以供辨識，而各架收藏了什麼書籍則是會一一登錄在書架外側壁的表面上。
書架的真正大改革，是在宗教改革期間。當時修道院的書籍被戰火所波及，因此書沒了，書架也失去它的意義。爾後， 新規劃的圖書館就變成今我們所熟悉的樣式了：多層式書架、不附帶讀書檯、鎖鏈也消失不見因為印刷技術的出現書籍變得不再如此珍貴。
等到了文藝復興時期，讀書人漸漸認同書架最理想的擺放方式為與書架成直角狀態，靠近窗戶，以利採光。同時開始有人會將書背往外置放，或是在前切口處繪圖以供辨識書籍內容，不過仍有一些老派保守的人堅持將前切口向外擺。到了十六世紀中葉起，書背的裝飾與封面封底一致，清楚標示出作者、書名和出版日期。
相較於書亭系統，歐洲內部也同時發展出另一種不同的書架模式，稱作「壁架系統」 (wall system)，是指整室的四壁都是貼牆的書架。像是牛津大學包德林圖書館就是一座書架博物 
館。起初是使用書亭系統排列。後來則改用壁架式系統書架。
到了十八、十九世紀，印刷術的普及使得書籍量越變越多，所以書架的高度也就越變越高。配合著這種趨勢，就出現了樓廊、梯子，搆書棍等等東西的出現。而貼壁的書架模式雖然需要上述配件才會顯得便利，卻漸漸成為大型機構圖書館的參考室和閱覽室採行的標準模式。就連私人藏書機構也是一樣。
書架發展到後來，大概擺放的模式都已出現。不過書的尺寸不統一卻一直是個大問題。1895年建立的紐約市立圖書館曾經規定8開本為高度不超過11.5吋（29公分），4開本高度介於11.5吋至19吋（48公分）。如此，書架的ˊ高度即可統一。不過規定和現實仍然是有差別的，不可能那麼完美。
發展到現在，觀看今日的書店，大多採用由上而下略向外傾斜的書架。可以把書封面向上放在斜坡式的架上而不必擔心書會倒榻，同時這種設計也可以便利讀者找書。

### 中國
相較於西方，中國在書架上的發展也是同樣富有趣味。在中國，書籍以竹簡為傳播媒介時，人們常把竹簡卷起，存放入具有防蟲功能的專用木箱內；而對於最近要閱讀的竹簡，有人則將它們羅列在木質架子上。造紙術發明並普及之後，用紙做成的書被安排在木箱中或書架上。古代中國的書籍以細繩裝訂，書脊上並無可供注明書名的地方。因此書籍常被人們平行於水平面地摞在書架上。直到20世紀上半葉，西方裝幀技術和閱讀文字的方向習慣漸漸被中國人所接受，書籍的排列方法也向西方靠攏，最終與西方相同。

## 圖書館的書架

### 書架類型
圖書館中的書架可以依照材質分成金屬製書架和木質書架。而金屬書架當中又可細分為單柱型、複柱型、積層書架、密集書庫還有滑動式書架。以下則詳述之：

#### 金屬製書架
- 單柱型：所謂的單柱型書架是指兩側以單柱金屬管承受水平向每段隔板上圖書重量，每座書架長度為90cm，可單獨使用亦可續接排列。一般來說其書架高度在200cm以上，頂端會以繫桿連貫，以策安全。

- 複柱型：其指的是書架兩側，各以兩支以上的支柱，承受水平隔板傳遞圖書荷重。然而為了促進美觀，於金屬製複柱型書架之兩側及頂端，附加木製板。

- 積層書架：書庫內為充分利用有限空間典藏大量圖書，應用鋼質材料之堅固耐久的特性為積層書架提供陳列圖書，是一種良好的方法。然而，各國對於書架的規格各有其規定，像美國的積層書架每層是採淨高2280mm，每層分為5~7段；而英國等歐洲國家，每層淨高則採2250mm，隔板的單面寬度為200mm，支柱寬為50mm。

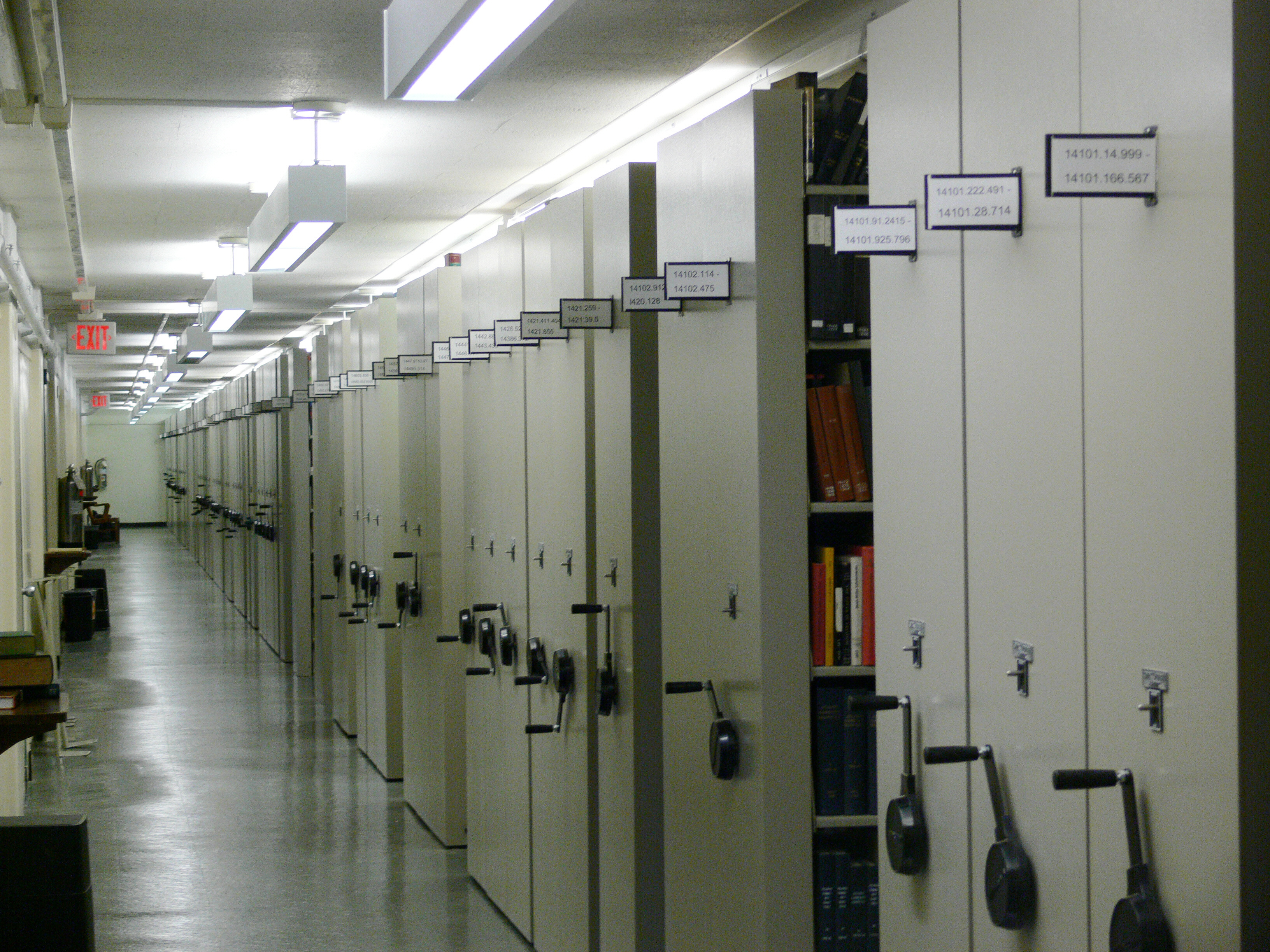
可活動的書架

- 密集書庫：密集書架（Compact Shelving）是在廿世紀初由瑞士人 Hans Ingold 所設計的。經歷了近一個世紀的發展和演變，密集書架的使用愈來愈廣泛，時至今日已有二種不同的形式。一種是以金屬製成的活動書架，其特徵是書架的軸向（縱向）和軌道方向是相垂直的。另一種是由木料製成，書架的軸向和軌道方向是平行的，國內許多圖書館的視聽室都用它來存放視聽資料。

密集書架最主要而明顯的特點是節省藏書空間。它將前後書架緊密的放置在一起，再藉軌道來移動書架，節省了書架前後的走道空間，使得在有限的空間內可以放置較多的書籍資料。由於書架間的密集靠攏，也使它成為一個可以妥善保護書籍的所在；此外，它亦增加了使用與管理上的方便性。
但是密集書架亦有一些缺點。首先是費用太高，除非有較寬裕的預算，否則不容易將密集書架的各項設施（如照明和控制設施）完全具備。其次是書架的安全性，其中包括了對一般使用和地震時的安全顧慮。由於技術上的改良，密集書架已由早先的機械式改為電動式操作，使用者只要依照步驟來操作安全性是很高的。然而密集書架在地震時的安全性（對書也對人）始終難以完全掌握，大地震來臨時，它們仍然很容易受到傷害。
- 滑動式密集書架：利用導軌滑動式密集書架可分為手動和電動二種形式。兩端固定，中間書架藉基部導軌，導引滑動，乃有效利用有限空間典藏大量圖書方法之一。

#### 木質書架
木質書架材料，包括由實心木材、合板、木心板、粒片板等經加工組合成形，以油漆塗裝或使用表面裝修材料貼佈，富柔和質感。圖書館常用形式為直立式。底座傾斜式L型書架，乃方便讀者取閱圖書，具有不同規格的類型。

### 書架規格
圖書館當中常用的書架有分為單面架和雙面架兩種，依造型又分為直立式與傾斜式，高度為六呎十吋（2080mm）；兒童用者多為高五呎又二分之一吋（1540mm）；寬度至三十五又二分之一吋（90 cm）；深度分為八吋（203mm）、十吋（254mm）、十二吋（305mm）等三種。
單面書架靠牆安放，常佈置於閱覽室，供眾自己取閱書籍；雙面書架如同聯合兩座單面書架而成，為不裝背板，常佈置於書庫，為典藏圖書之用。
而每架分為六至七段，每段高十一吋（279mm），承書之隔板；木質者版後約1吋（25mm）；鋼製隔板厚1.2mm，為俾便置放規格不同的圖書，隔板不必固定，每隔一吋預設孔穴，使能適作調整。底層隔板距地面四吋（101mm），架頂蓋眉板，高二又四分之一吋（57mm）。
另外，書庫也會有專用的積層書架，每層高度達七呎六吋（2286mm），台灣處於地震帶，成列書架須於頂端以繫桿連成一體，俾防地震時書架碰撞或傾倒。

### 排列規則

#### 書架排列方式

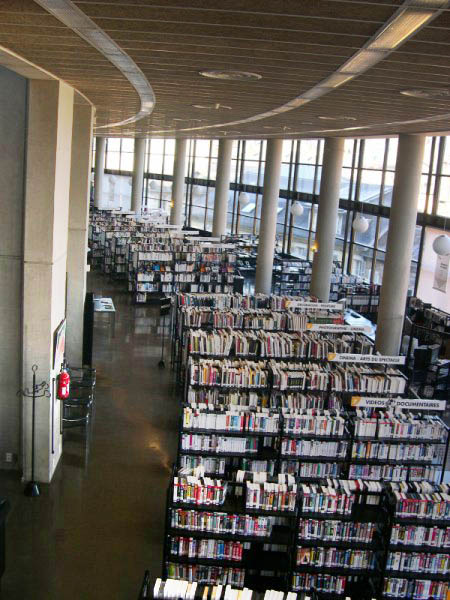
圖書館中平行排列的書架

在圖書館內，會依照不同資料類型排架，一般圖書、參考書、視聽資料等應分室、分區或分架排架。一般說來，當今共有三種通用的書架排列規則，若是空間實在有限，也有第四種特殊排列方法可供選擇：
1. 書架靠牆：書架與牆平行，書架背面靠在牆上。
2. 書架互相平行：每兩個書架間僅留出一條窄道可供人員通過，這種排列方法適合於需要節  約空間的公共圖書館。
3. 書架左邊向外、右邊向里地如壁櫥般斜鉗進牆體：這種排列方法不僅大方，而且很有效地利用了空間。位於倫敦市的市政圖 書館就採用此種排列方法。
4. 移動走廊式排列或高密度儲存法：這種排列方式通常被需要節約空間的圖書館採用。方法是將書架底部裝上輪子，並將書架互相緊靠在一起。如用戶欲取書，則用一個機械傳動裝置：移開部分書架，在欲找的書所在的書架前形成通道，並讓其他書架緊靠一起。為了防止被地上的鐵軌絆倒或被兩個書架夾住的危險，這種系統一般配有電子感測器。

#### 書架配置
圖書館中的書架配置可分為開架式以及閉架式。
- 開架式：圖書館多採開架式，方便讀者直接接出接觸圖書資料。而圖書館使用的規則為 92×45cm雙面書架，通到最小淨寬度為120cm。

- 閉架式：閉架式的書架佈置以規格 92×45cm雙面書架佈置，通道最小淨寬度為90cm。

#### 書籍排架方式

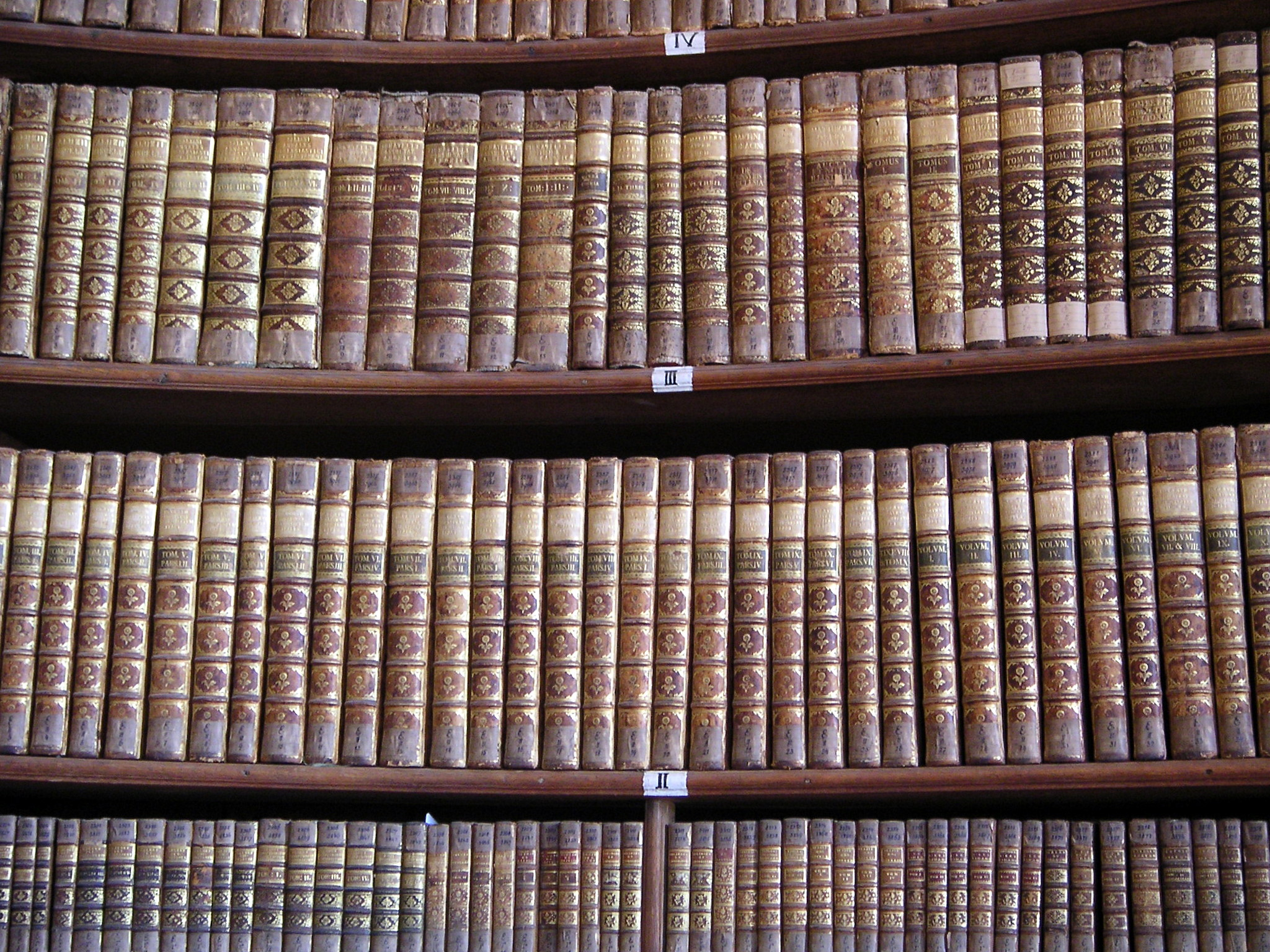
書籍按索書號大小排架

書籍在圖書館的書架裡有一定的排列方式，並且會依照不同的資料類型給予最適當的排列，茲將規範條列如下：
- 書籍會按索書號大小排架，由小至大。
  - 索書號包括分類號、著者號、部冊號及特藏號等項，排架時先按分類號予以比對排列。分類號如完全相同，再按著者號、部冊號依序排列，跟排分類卡一樣。例如：

023.3/4471
023.3/4562
023.3/4562/c.2
023.3/4756/v.1
023.3/4756/v.2
025.4
028.1
- - 分類號按十進法的數號由小至大排列。小數點以下數字，其排序方式列舉例如下：

123
123.11
123.12
123.3
123.51
123.6
- 排架方式，以書架組為單位，由左至右，由上而下。依序再延至下一組書架。（參見書籍排架方向圖）
- 每層書架排架須預留空間，以便圖書歸架及新書放置用。
- 每一層書架均置書檔予以固定，將圖書背脊排列整齊且往左靠，以免圖書傾倒、散落而受損。
- 大型圖書若已超出一般書架能容納的高度或寬度，宜另闢架排列，勿倒放使圖書受損。
- 於書架邊緣加明顯的標示，例如：傳記類，若該類書很多，可加索書號標示，亦可善用顏色管理，同類或同架圖書以同色彩同標誌處理，俾利讀者找尋或歸架，亦方便館員上架。
- 於每天開館前，閉館後（或隨時）檢查各書架書刊之排架情形，將誤置者予以正確歸架。
- 書籍排架方向圖，正、誤例子如下：

##### 各種資料類型排放方式
1. 一般圖書：按照排架一般原則排架。空书架
2. 參考書

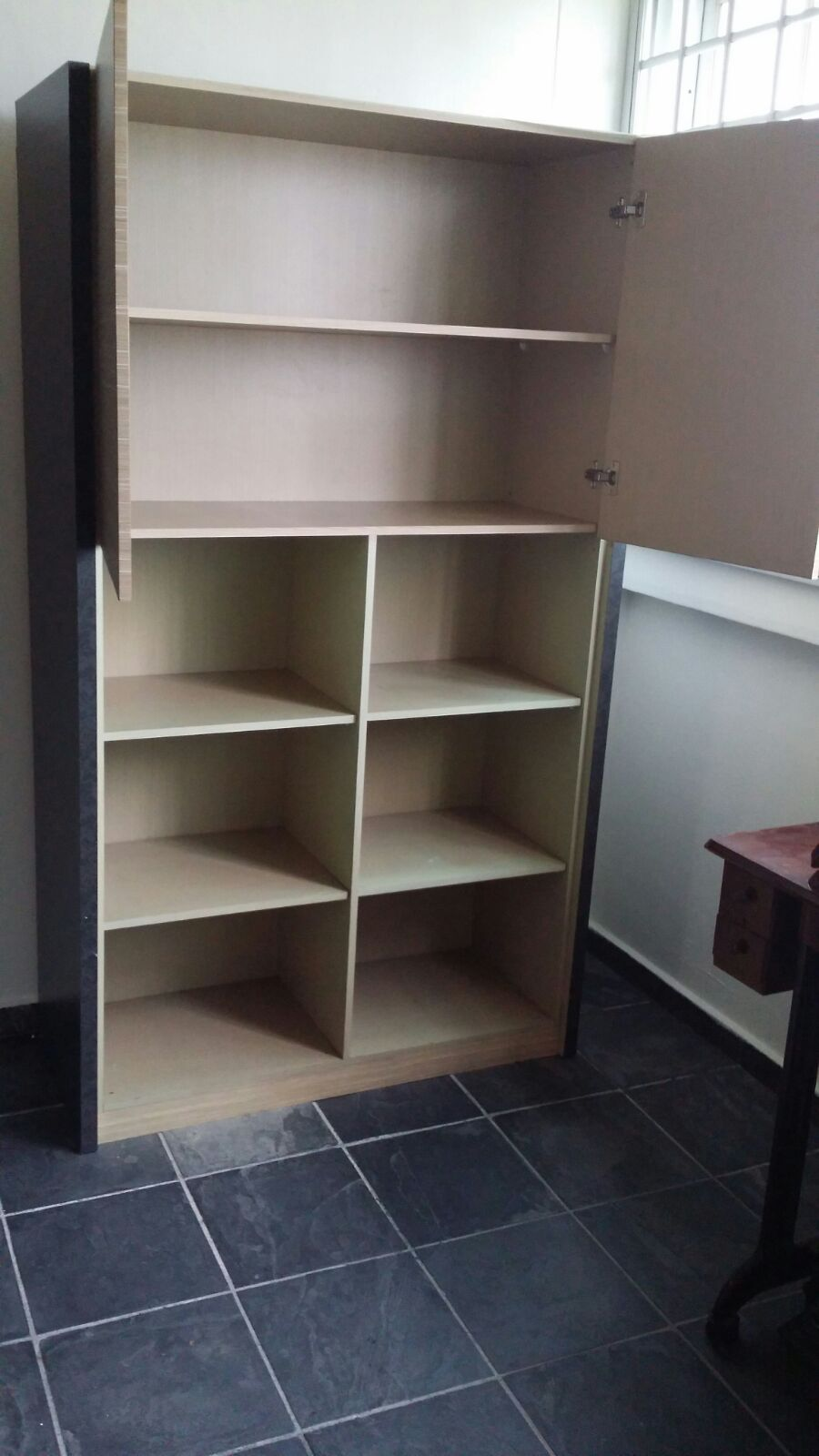
空书架

  - 參考書一般多予獨立排架成參考書室（區、架）。可採較矮書櫃或陳列在較低書架，以便取閱。書架上方可放置標示，但勿置放太多裝飾品。
  - 參考書屬館內閱讀性質，通常在索書號上加“R”字或“參”字予以區分，例如：　R016.7/4418或　參016.7/4418，可以避免不慎被借出館外。
  - 排架時可按索書號排，也可先按工具書類型，例如：字典、百科全書等區分後，再按索書號先後順序排列。這兩種方法各有優缺點，圖書館可斟酌採用。
  - 常用的期刊論文索引工具，可置於期刊區（室）桌上，以方便讀者檢索。
3. 視聽資料
  - 視聽資料的排架，一般是先按資料的形式分置於視聽資料專用架上，同類型視聽資料媒體再按索書號依序排列。
4. 期刊
  - 現期期刊可按刊名的筆劃數（中文）、或字母（英文）順序排列。在期刊陳列架上，須製作刊名及架號標示。在期刊封面上粘貼所在架上的架號，以方便讀者閱畢歸回正確位置。架上宜預留架號供新訂期刊上架用。
  - 近期內之過期期刊應置放於陳列架下方櫃內，以方便取閱。
  - 高中圖書館得依據館藏政策，將不裝訂保存的過期期刊分贈教職員生參考或報廢。有保存價值期刊在現期期刊架附近另闢過期期刊書架，以立式資料盒置放各單本期刊，其排列方式跟現期期刊一樣，以筆劃數或字母順序排列於架上。
  - 已裝訂期刊，可跟各單本期刊一併排架，以方便讀者參考。
5. 報紙
  - 當天報紙以報夾裝妥置於報架。
  - 過期報紙可依各館政策，定期送廠裝訂或予淘汰。
6. 電子媒體
  - 電子媒體館藏，例如：光碟（CD-ROM）有愈來愈多的趨勢。
  - 不論是購買或獲贈的CD-ROM等媒體應予分類編目，並闢專架按索書號排列。
7. 小冊子
  - 小冊子及剪輯資料因性質特殊，應單獨排架。小冊子可按分類類名或標題筆劃數排列於立式資料盒中。
  - 剪輯資料則按主題分置於各剪輯資料冊中。並列出目次，俾利查閱。
  - 立式資料盒、剪輯資料冊之外側或書背處，須標示類名或標題名稱並按筆劃數排列，以便查檢。

### 其他相關種類
- 期刊架：存放期刊的方式可分為直立型、斜放型與平置型。常用的方式為插入式、展列式、分隔平置式等。一般大多使用木質、金屬質、塑膠質為主。性質相同的雜誌會擺在一起。直立式的期刊架板面宜略往後傾斜，俾便排列期刊以免雜誌頁數少而無法直立，甚至彎折。版面大的雜誌宜採平放式。而過期期刊宜放在存櫥櫃，以便讀者查詢。
- 報架：常用的可分為斜梯式與水平式二種形式，俾便存放在金屬或木質材料製成的材料製成之報夾。
- 新書展示架：新進圖書為了吸引讀者的注意力，應選用適當材料配合著色彩造型以吸引。比方說：可供讀者自由取閱可迴轉式新書展示架，外面加裝玻璃護罩。